# Streetcore
Streetcore ist das dritte und letzte Studioalbum des britischen Musikers Joe Strummer, das er mit seiner Band Joe Strummer & the Mescaleros einspielte. Das Album wurde erst nach dem Tod Strummers im Jahr 2002 unter Mitwirkung von Martin Slattery und Scott Shields fertiggestellt. Es wurde am 21. Oktober 2003 veröffentlicht.

## Trackliste
- Coma Girl
- Get Down Moses
- Long Shadow
- Arms Aloft
- Ramshackle Day Parade
- Redemption Song
- All In A Day
- Burnin' Streets
- Midnight Jam
- Silver And Gold

## Weblink
- Streetcore bei Discogs